# Ungdomskriminalitetsnævnet
Ungdomskriminalitetsnævnet er et dansk nævn, der blev stiftet i 2019 med det formål at børn og unge på 10-17 år kan mærke en konsekvens af at begå kriminalitet og for at hjælpe dem ud af den kriminelle løbebane. Samt for at lave forebyggende tiltag i samarbejde med barnet/den unge og vedkommendes familie. Alle politikredse har et sådant råd, der består af tre medlemmer. Nævnet ledes af en dommer og består derudover af en ansat fra Politiet og en kommunalt ansat. Hvis der er tale om et barn på 10-14 år deltager også en børnesagkyndig. Det samme er tilfældet med 15-17-årige, når der diskuteres eksempelvis anbringelse eller tilbageholdelse. Afgørelser i Ungdomskriminalitetsnævnet kan i særlige tilfælde påklages til Ankestyrelsen, men kan som udgangspunkt ikke ankes. Barnet/den unge kan dog bede en domstol om at forholde sig til sagen, ligesom vedkommende kan klage til Folketingets ombudsmand, der dog kun kan udtale kritk, men ikke ændre afgørelsen.